# Venerável Irmandade do Senhor Bom Jesus dos Passos de Goiás
A Venerável Irmandade do Senhor Bom Jesus dos Passos, fundada em 1745  pelo Padre Dr. João Perestello de Vasconcelos Spíndola na Igreja Matriz de Santana, atual Catedral da Diocese de Goiás, é uma das mais antigas e reverenciadas associações religiosas de Goiás, desempenhando um papel fundamental na preservação e na prática das tradições católicas na região Centro-Oeste do Brasil. Desde 1863, a irmandade está estabelecida na Igreja São Francisco de Paula, um templo histórico de grande importância, cuja construção remonta a 1761. Este espaço não só é um centro de devoção, mas também um marco da arquitetura colonial, sendo tombado pelo Instituto do Patrimônio Histórico e Artístico Nacional (IPHAN) em 1950 como Patrimônio Histórico e Artístico do Brasil. A Igreja São Francisco de Paula tem sido, sede da irmandade, abriga as atividades litúrgicas e culturais, além de servir como um ponto de encontro para os fiéis. A construção da igreja ocorreu em um momento de grande expansão urbana na cidade, especialmente após a chegada do primeiro governador em 1749 e a revitalização de diversos equipamentos públicos.
A Irmandade do Senhor Bom Jesus dos Passos é a segunda mais antiga ainda em atividade no estado de Goiás, logo após a Irmandade do Santíssimo de Pirenópolis, que é a mais antiga, de 1728 ano que construiu a Igreja Matriz de Pirenópolis, sua sede. Essa longa trajetória é um reflexo da relevância e da continuidade de sua missão religiosa e cultural ao longo dos séculos.
A missão central da Irmandade do Senhor Bom Jesus dos Passos é a promoção do culto ao Senhor dos Passos na Paróquia Catedral de Sant'Ana, a primaz de Goiás. Dentre suas muitas atividades, destacam-se a organização das tradicionais celebrações da Festa de Passos, que inclui as famosas procissões de Passos e Encontro, que são momentos de intensa religiosidade popular. A irmandade também promove uma missa mensal, às sextas-feiras, como parte de sua programação espiritual durante o período quaresmal, contribuindo para o fortalecimento da fé e da união entre os devotos. Essas celebrações são marcos na vida religiosa de Goiás, refletindo a dedicação da irmandade em manter vivas as tradições litúrgicas e os valores cristãos.
Além de sua atuação espiritual, a Irmandade do Senhor Bom Jesus dos Passos preserva um rico acervo patrimonial, que inclui uma vasta coleção de imagens sacras, objetos litúrgicos e arte sacra de grande valor histórico e cultural. Esse acervo, que remonta aos períodos colonial e imperial, é protegido por legislações de tombamento e está registrado conforme as normas municipais, estaduais e federais. O patrimônio da irmandade inclui peças como lanternas, cruzes de procissão, turíbulos, navetas, alfaias, sinetas e diversos paramentos litúrgicos, muitos dos quais em prata e ourivesaria, que são cuidadosamente preservados na sede da Irmandade, no Museu da Irmandade e no Museu de Arte Sacra da Boa Morte. Esse tesouro cultural é um reflexo da religiosidade e da arte de Goiás, com cada objeto não apenas representando a fé católica, mas também o legado da cidade e da região.
Ao longo de sua história, a Irmandade do Senhor Bom Jesus dos Passos tem sido um pilar fundamental para as manifestações tradicionais do catolicismo em Goiás. Suas atividades e celebrações estão intimamente ligadas a outras festas religiosas importantes, como a Festa de Nossa Senhora Sant’Ana, Padroeira da cidade, a Festa do Divino Espírito Santo e a Festa de São Francisco de Paula, sendo todas elas momentos significativos de união e devoção. Além disso, a irmandade tem participado ativamente das celebrações da Semana Santa, incluindo a Semana de Passos e a Semana das Dores, cujas procissões estão em processo de reconhecimento pelo IPHAN como Patrimônio Cultural Imaterial do Brasil. Este movimento visa valorizar e garantir a preservação dessas tradições religiosas que se entrelaçam com a história e identidade cultural da cidade de Goiás.
A importância da Irmandade do Senhor Bom Jesus dos Passos vai além de sua função religiosa, estendendo-se para a preservação cultural e histórica da cidade de Goiás. Ela tem sido responsável por manter e promover um conjunto de práticas religiosas e culturais que, ao longo dos séculos, ajudaram a formar a identidade goiana. O trabalho da irmandade, seja nas suas procissões, nas suas festividades ou na conservação de seu acervo, representa um elo vital entre o passado e o presente, mantendo vivas as tradições e garantindo que as futuras gerações continuem a celebrar e a honrar esse legado cultural e espiritual.

## Histórico

### Século XVIII: ciclo do ouro, irmandades, confrarias e a construção das igrejas

#### Arraial de Sant'Anna
Antes da chegada dos europeus ao continente americano, a região central do Brasil, atualmente conhecida como Goiás e sua antiga capital, Vila Boa, era habitada por diversos grupos indígenas pertencentes ao tronco linguístico macro-jê. Entre esses povos nativos estavam os javaés, xacriabás, acroás, xavantes, caiapós, entre outros. Esses grupos viviam em equilíbrio com o cerrado, utilizando recursos naturais para subsistência e mantendo tradições culturais ricas e diversificadas. No entanto, com a chegada dos bandeirantes e exploradores europeus, essas comunidades passaram por processos intensos de catequização e deslocamento, que resultaram em profundas transformações em seus modos de vida e na sua organização social. A religião católica, trazida pelos colonizadores, foi um dos principais instrumentos de integração e dominação dessas populações nativas.

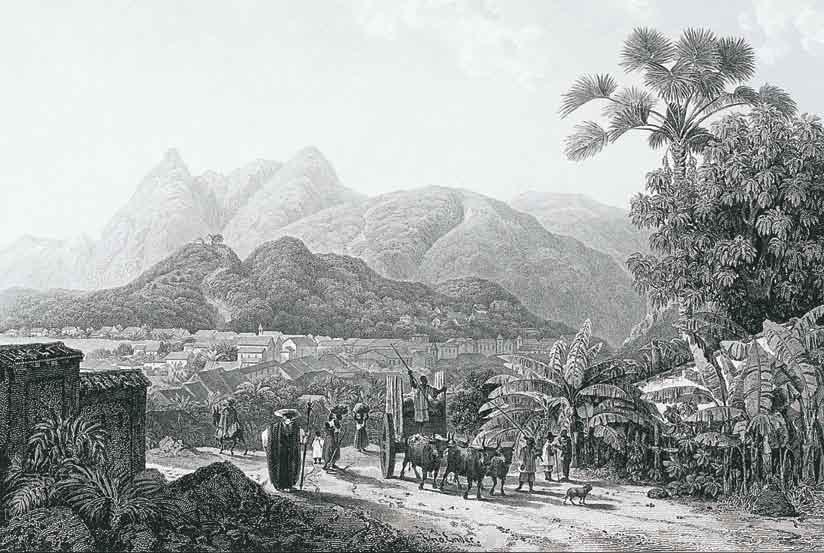
Goiás em 1830, por Johann Axmann.

A exploração do ouro, iniciada no final do século XVII, foi o principal motor da ocupação europeia no interior do Brasil e atraiu para Goiás inúmeros aventureiros em busca de riquezas. Durante o século XVIII, a mineração tornou-se a atividade econômica predominante na região, dando origem a núcleos urbanos voltados para a extração aurífera. Esses centros, como o Arraial de Sant’Anna, surgiram às margens de rios e córregos, que forneciam os recursos necessários para o garimpo. Entre esses rios, o Rio Vermelho destacou-se como uma via crucial para o desenvolvimento da região, tanto pelo suporte à mineração quanto como fonte de água e meio de transporte.
No final do século XVII e início do século XVIII, a descoberta do ouro atraiu aventureiros e bandeirantes para o interior do Brasil. Goiás tornou-se um destino importante devido à riqueza mineral de suas terras. A atividade mineradora, baseada em técnicas rudimentares, concentrou-se em córregos, ribeirões e margens de rios, como o Rio Vermelho, que desempenhou um papel central no desenvolvimento da região, não apenas como fonte de água, mas também como rota para escoamento do ouro e transporte de suprimentos.
Liderados por figuras como Bartolomeu Bueno da Silva, o Anhanguera, os bandeirantes exploraram e fundaram assentamentos que se tornariam as bases da ocupação urbana em Goiás. Em 1739, foi estabelecida Vila Boa às margens do Rio Vermelho, um núcleo que se transformaria na primeira capital da capitania de Goiás. A cidade tornou-se rapidamente um centro administrativo e religioso, reunindo mineradores, comerciantes e religiosos que moldariam a identidade local.
O crescimento populacional e econômico impulsionou a criação de irmandades religiosas, que desempenharam um papel crucial na organização social e espiritual dos moradores. Essas irmandades, inspiradas em modelos europeus, não apenas cuidavam de questões religiosas, mas também promoviam assistência social, como amparo aos pobres, auxílio funerário e organização de eventos religiosos. Dentre as irmandades mais importantes estavam a do Irmandade do Santíssimo Sacramento, de Nossa Senhora da Boa Morte e do Senhor Bom Jesus dos Passos.

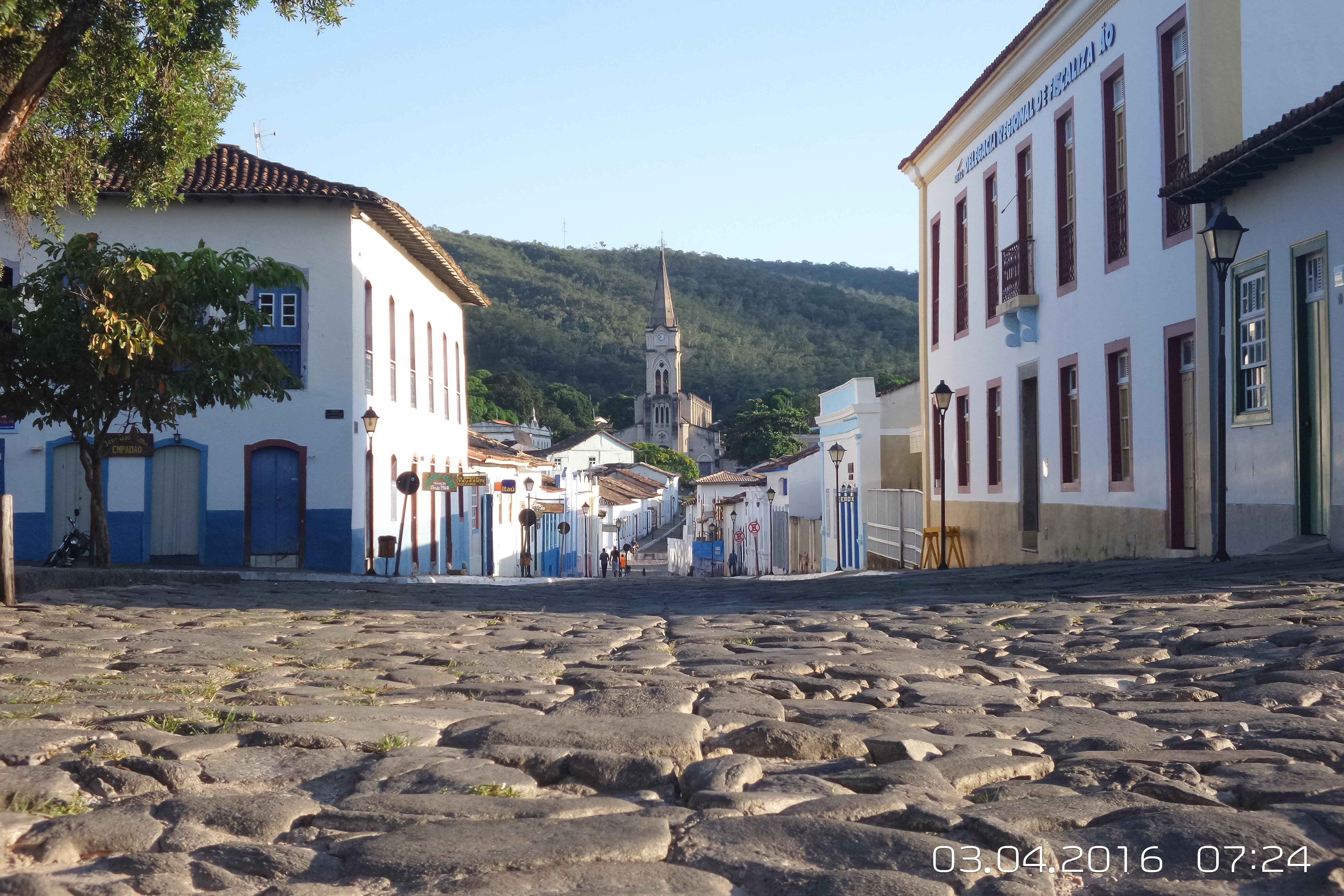
Panorama atual de Goiás

Paralelamente, a construção de igrejas reforçou a relevância das práticas religiosas na vida cotidiana. A Igreja São Francisco de Paula, erguida em 1761, destaca-se como um exemplo da arquitetura colonial. Situada em um ponto estratégico, o templo foi construído em taipa de pilão e posteriormente adornado com elementos artísticos significativos, como esculturas de Veiga Valle. Tombada pelo IPHAN em 1950, a igreja permanece como um dos principais marcos históricos e religiosos da cidade.
As irmandades também tiveram impacto cultural significativo, ajudando a estabelecer uma vida urbana estruturada, marcada por celebrações religiosas e artísticas. As procissões e festividades da Semana Santa se destacam como momentos de união e renovação espiritual, além de promoverem a preservação de tradições que permanecem vivas até hoje.
Ao longo do século XVIII, Goiás tornou-se um exemplo único de como a mineração, a religiosidade e o desenvolvimento urbano puderam se entrelaçar. O legado das irmandades, igrejas e celebrações não apenas moldou a identidade da cidade, mas também a transformou em um patrimônio cultural que continua a inspirar tanto seus habitantes quanto os visitantes que reconhecem em Goiás uma conexão especial entre fé, história e cultura.

#### Igreja São Francisco de Paula

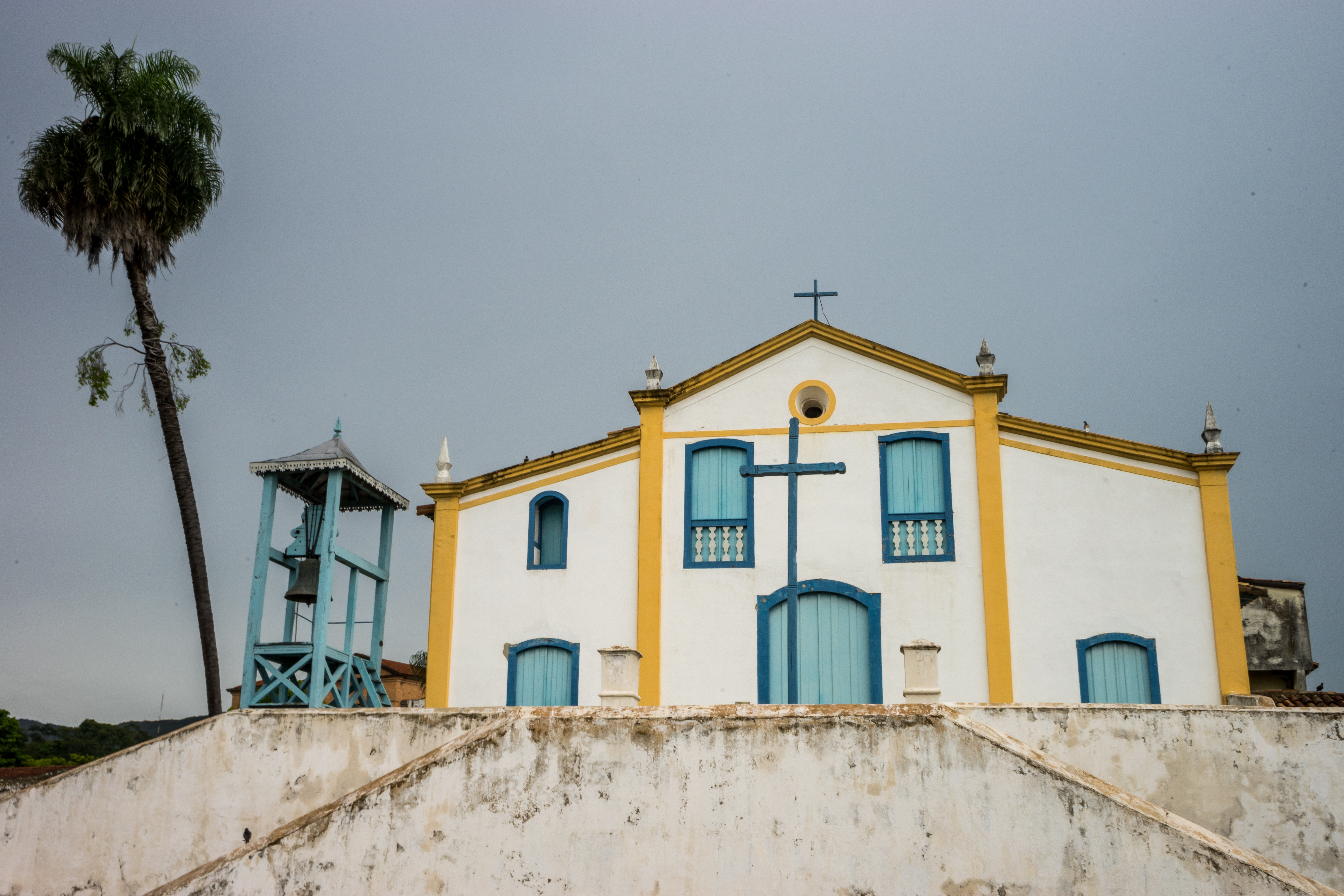
Panorama da Igreja São Francisco de Paula.

A Igreja de São Francisco de Paula, situada em um outeiro às margens do Rio Vermelho, é um dos marcos mais importantes do Centro Histórico da cidade de Goiás. Construída em 1761, sob a liderança do então governador Antônio Tomás da Costa, a igreja exemplifica a simplicidade e o refinamento da arquitetura colonial goiana. Erguida com paredes de taipa de pilão e coberta com telhas de barro canal, a estrutura apresenta uma fachada plana, complementada por um cruzeiro de madeira no adro e uma torre sineira do século XIX, que se encontra separada do corpo principal da construção.
O interior da igreja destaca-se pelo forro pintado, concluído em 1869 pelo artista local André Antônio da Conceição, com cenas que retratam a vida de São Francisco de Paula. Essas obras refletem o caráter barroco simplificado típico da cidade de Goiás, combinando elementos artísticos europeus com adaptações regionais. Uma das peças mais significativas do acervo é a imagem do padroeiro, esculpida por Veiga Valle, considerado um dos mais renomados artistas sacros de Goiás no século XIX
Desde 1873, a Igreja de São Francisco de Paula abriga a sede da Irmandade do Senhor Bom Jesus dos Passos, desempenhando um papel central nas celebrações religiosas da cidade, como as procissões da Semana Santa. Durante a emblemática Procissão do Fogaréu, a igreja assume um simbolismo especial, representando o Monte das Oliveiras e atraindo fiéis e turistas para vivenciar um evento único. Esse momento reforça o papel da igreja como um espaço de espiritualidade e memória cultural

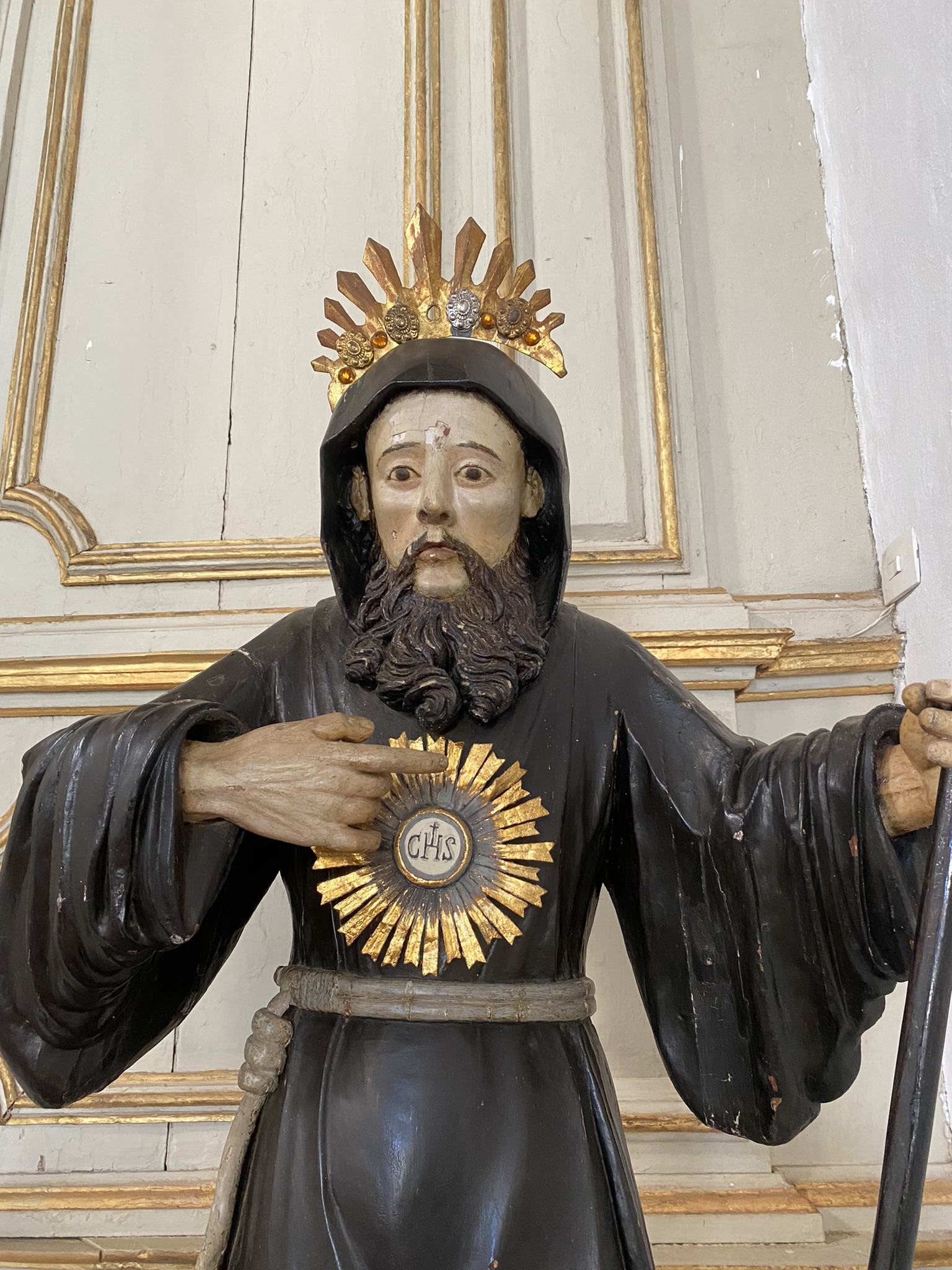
São Francisco de Paula padroeiro da Igreja São Francisco de Paula.

Características Barrocas e Conexão com o Patrimônio
A Igreja de São Francisco de Paula reflete a adaptação local da arte barroca, que chegou ao Brasil trazida pelos jesuítas durante a colonização. Embora menos exuberante que o barroco mineiro, a arquitetura goiana preserva características marcantes, como o dinamismo nas curvas das janelas e detalhes das fachadas, que simbolizam o movimento e a tensão próprios do estilo barroco. A igreja é uma das poucas na cidade a apresentar pintura tanto no teto quanto no forro da capela-mor, o que reforça sua singularidade e importância artística no contexto local
A presença da Irmandade do Senhor Bom Jesus dos Passos também reforça a relevância da igreja como um ponto de convergência entre tradição religiosa e cultural. Responsável pela conservação do templo, a irmandade organiza eventos que preservam práticas religiosas centenárias, como as procissões e a Festa de Passos. Essas atividades não apenas mantêm vivas as tradições litúrgicas, mas também promovem a valorização do patrimônio cultural da cidade de Goiás.

Preservação e Identidade Cultural
Tombada pelo Instituto do Patrimônio Histórico e Artístico Nacional (IPHAN) em 1950, a Igreja de São Francisco de Paula é um dos monumentos históricos mais representativos da cidade. Seu valor cultural transcende sua arquitetura, integrando-se ao rico patrimônio artístico de Goiás, que inclui esculturas, pinturas e peças litúrgicas associadas à religiosidade local. Esses elementos não apenas refletem o legado artístico da região, mas também contribuem para fortalecer a identidade cultural vilaboense, conectando o passado ao presente

Além de seu papel religioso, a igreja é parte integrante do conjunto arquitetônico tombado da cidade, reconhecido como Patrimônio Mundial pela UNESCO em 2001. Este reconhecimento destaca a igreja como um ponto de encontro entre história, arte e espiritualidade. Ela também desempenha um papel crucial na educação patrimonial, ajudando a sensibilizar a comunidade local e os visitantes para a importância de preservar este legado, que conecta a cidade de Goiás às suas raízes culturais e espirituais

#### Irmandade dos Passos
A Irmandade do Senhor Bom Jesus dos Passos tem suas raízes históricas profundamente conectadas à Europa, onde o culto à Paixão de Cristo emergiu como uma das expressões mais significativas da religiosidade cristã durante a Idade Média. Inspirada pelas tradições católicas ibéricas, especialmente da Espanha e de Portugal, a irmandade surgiu com o objetivo de promover a devoção aos passos de Cristo rumo ao Calvário, conhecidos como Via Crucis. Essas práticas eram caracterizadas por procissões, penitências e dramatizações que buscavam reforçar a espiritualidade popular e aproximar os fiéis do sofrimento de Jesus.
A fundação de irmandades dedicadas ao Senhor dos Passos foi particularmente influenciada pela disseminação de ideais da Contra-Reforma, que emergiu como resposta ao movimento protestante no século XVI. Durante o Concílio de Trento (1545-1563), a Igreja Católica reconheceu o potencial das irmandades como instrumentos eficazes para reafirmar a fé católica. Elas eram vistas como meios de educação religiosa e mobilização comunitária, utilizando a arte, a música e a liturgia para reforçar a presença do catolicismo nas colônias e nas comunidades europeias.
Na Espanha, as confrarias penitenciais ganharam grande força, organizando procissões dramáticas que representavam os momentos finais da vida de Cristo. A Península Ibérica tornou-se o centro dessa tradição, que se expandiu para as colônias espanholas na América Latina e, posteriormente, para os territórios portugueses. Em Portugal, a devoção ao Senhor dos Passos se manifestou em grandes celebrações, integrando-se à vida religiosa e cultural, especialmente em cidades como Lisboa, Braga e Coimbra. Essas práticas foram trazidas para o Brasil pelos colonizadores e missionários, adaptando-se às especificidades culturais e sociais das diversas regiões coloniais.
Com a expansão marítima e a colonização europeia, as irmandades chegaram ao Novo Mundo como uma ferramenta de catequização e organização comunitária. No Brasil, a Irmandade do Senhor dos Passos encontrou terreno fértil, especialmente nas regiões mineradoras de Minas Gerais e Goiás, onde a religiosidade desempenhava um papel central na vida social. Esses territórios não apenas receberam influências diretas das tradições ibéricas, mas também adaptaram essas práticas às condições locais, criando uma forma única de vivenciar o culto à Paixão de Cristo.
Dessa forma, a Irmandade dos Passos transcende sua origem europeia, tornando-se uma manifestação cultural e religiosa que reflete tanto a universalidade do catolicismo quanto as particularidades das comunidades onde foi implantada. Sua história global oferece um pano de fundo essencial para compreender o papel que desempenha até hoje em locais como a Cidade de Goiás, onde ela continua a moldar a espiritualidade e a identidade cultural da região.
Em Goiás

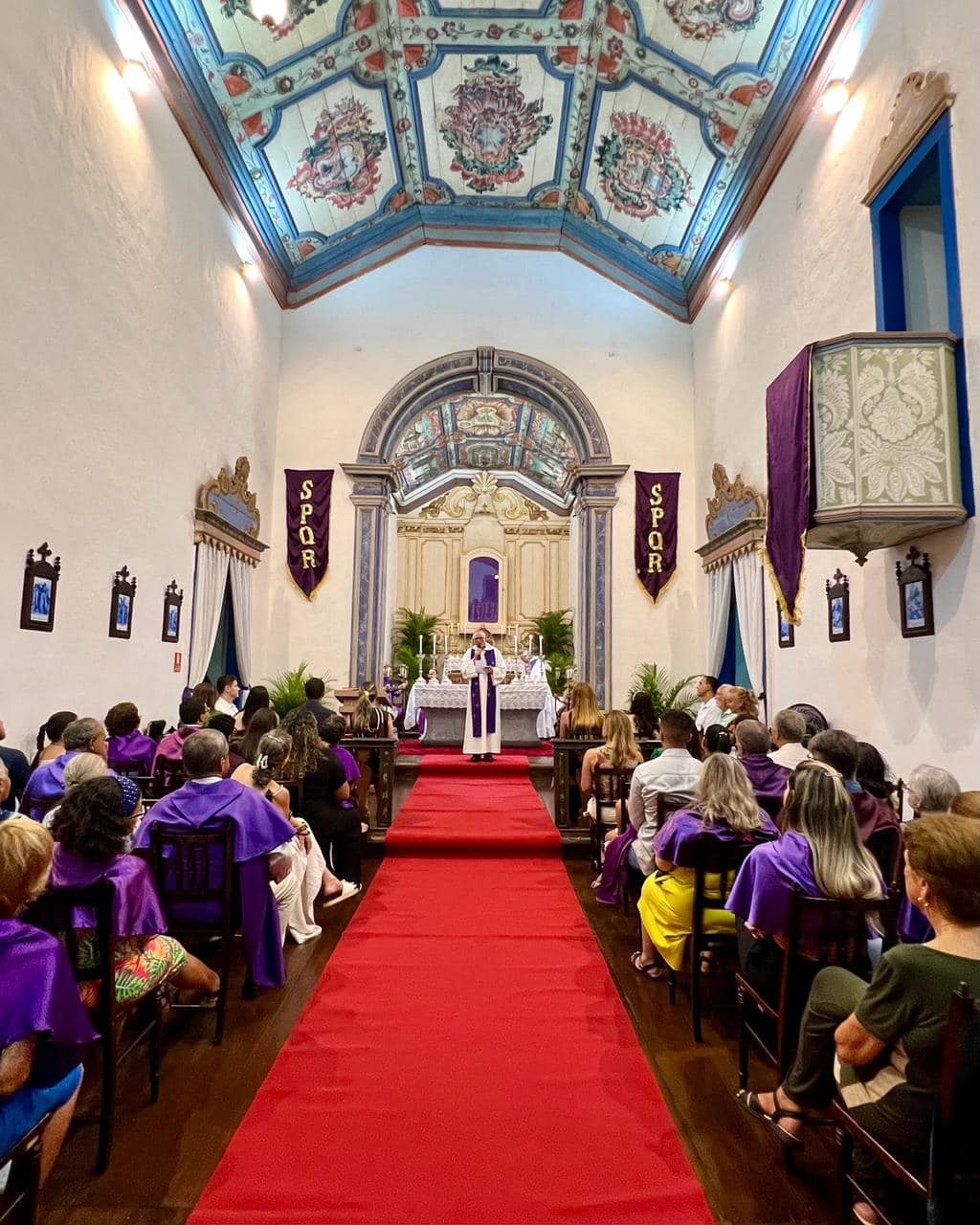
Santa Missa tradicional de sexta-feira de quaresma na sede da Irmandade a Igreja São Francisco de Paula em 2024.

No século XVIII, o culto a Jesus Cristo ganhou considerável popularidade, especialmente em Goiás. Contribuíram para a disseminação desse culto as Irmandades do Senhor Bom Jesus dos Passos, estabelecidas nas igrejas principais de Santana de Vila Boa, São José do Tocantins (atualmente Niquelândia), Nossa Senhora do Pilar em Pilar de Goiás, e posteriormente na Igreja Nosso Senhor do Bonfim em Pirenópolis.
A Irmandade do Senhor Bom Jesus dos Passos, fundada em 1745 pelo padre João Perestello de Vasconcelos Espinola, desempenha um papel crucial na história religiosa e cultural da cidade de Goiás. Originário de Sevilha, na Espanha, o padre Perestello trouxe consigo influências ibéricas que moldaram o caráter das celebrações religiosas na região. O estabelecimento da irmandade ocorreu em um momento de consolidação do catolicismo na Capitania de Goiás, fortalecendo a presença e a popularidade do culto a Jesus Cristo, especialmente através das celebrações da Semana Santa e das devoções ao Senhor dos Passos.

Expansão e Atividades Religiosas
No século XVIII, a devoção ao Senhor dos Passos se expandiu por várias localidades de Goiás, com irmandades sendo estabelecidas em igrejas principais, como a Matriz de Sant’Ana em Vila Boa (atual Cidade de Goiás), São José do Tocantins (hoje Niquelândia), Nossa Senhora do Pilar em Pilar de Goiás, e posteriormente na Igreja do Nosso Senhor do Bonfim, em Pirenópolis. Esses núcleos religiosos não apenas consolidaram a fé católica, mas também criaram uma rede de práticas devocionais que conectavam as comunidades locais através de rituais e festividades religiosas.
A criação da Irmandade dos Passos por padre Perestello introduziu celebrações marcantes, como as procissões do Senhor dos Passos e os rituais em honra a Nossa Senhora das Dores, que passaram a integrar a Semana Santa. Documentos históricos mostram que em 1743, sob a supervisão do padre Perestello, foi realizada a renovação da Matriz de Sant’Ana para abrigar essas celebrações. A conclusão das reformas coincidiu com a Semana Santa de 1745, destacando o papel central da irmandade na organização religiosa local.
Conflitos e Consolidação
O papel da Irmandade dos Passos na vida religiosa de Goiás é evidenciado por conflitos registrados na Casa de Câmara em 1749. Um episódio envolvendo o Provedor da Irmandade, Sr. Manoel Antunes da Fonseca, e o Vigário da Vara e Matriz, padre Perestello, destaca a disputa pela permissão de expor o Santíssimo Sacramento no altar do Senhor dos Passos durante a Festa da Invenção da Santa Cruz. Embora o conflito tenha sido resolvido com a autorização para uso do Altar Mor, ele ilustra a força institucional e a relevância da irmandade na hierarquia religiosa e cultural da época.
Preservação e Legado
A Irmandade dos Passos foi fundamental na configuração da identidade cultural e religiosa da cidade de Goiás. Seus registros históricos não apenas documentam sua longevidade, mas também revelam sua influência contínua nas práticas litúrgicas e nas celebrações populares. As procissões organizadas pela irmandade, como a do Fogaréu e a da Semana de Passos, assim como no passado, continuam a atrair fiéis e visitantes, reafirmando o papel da irmandade como guardiã de um patrimônio imaterial que conecta o passado ao presente.
A sede da irmandade, desde 1870, está localizada na Igreja de São Francisco de Paula, após sua transferência da antiga Catedral de Sant’Ana. Tombada pelo IPHAN e reconhecida como parte do conjunto arquitetônico da Cidade de Goiás, a igreja reflete a continuidade do compromisso da irmandade com a preservação do patrimônio religioso e cultural. Suas celebrações e o cuidado com o templo são testemunhos vivos de uma história que continua a ser escrita

### Século XIX: Estagnação da província de Goiás
A estagnação econômica foi acompanhada por um êxodo populacional significativo. Muitos habitantes da província buscaram novas oportunidades em outras regiões, enquanto aqueles que permaneceram em Goiás enfrentaram desafios crescentes. Nesse contexto de transformação, destacaram-se figuras como José José Joaquim da Veiga Valle, um artista e político que deixou sua marca tanto na administração pública quanto na produção cultural da província. Natural de Meia Ponte (atual Pirenópolis), Veiga Valle ocupou cargos relevantes, como vereador, juiz municipal, major da Guarda Nacional e membro da Irmandade do Santíssimo Sacramento. Em 1841, mudou-se para a cidade de Goiás, onde se casou com Joaquina Porfíria Jardim, filha do então governador José Rodrigues Jardim. Esse relacionamento o inseriu nas redes políticas e sociais mais influentes da região.
Veiga Valle e a Arte Sacra em Goiás

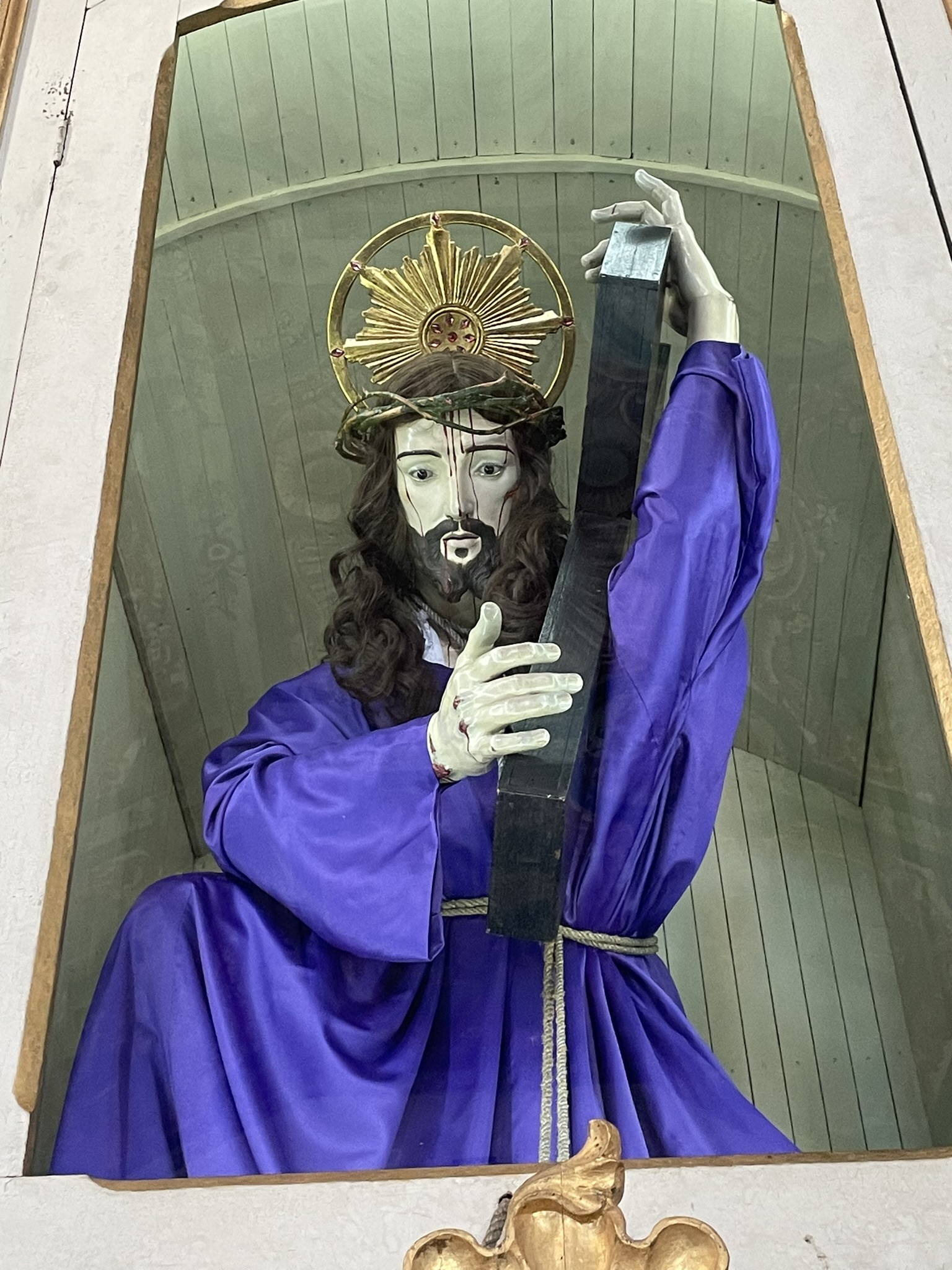
Senhor Bom Jesus dos Passos, padroeiro da Irmandade, peça restaurada no século XIX por Veiga Valle.

Ao se estabelecer na cidade de Goiás, Veiga Valle dedicou-se inicialmente à douração dos altares da igreja matriz, um trabalho que evidenciava sua habilidade artística e sua sensibilidade para o patrimônio religioso local. Posteriormente, expandiu sua atuação para a escultura, tornando-se um dos mais destacados artistas sacros da província. Suas obras, muitas delas encomendadas por igrejas e irmandades, como a Irmandade dos Passos, marcaram um período de revitalização cultural em meio à crise econômica. Entre suas criações mais notáveis, estão esculturas de santos e imagens litúrgicas que combinam influências barrocas e um estilo próprio, adaptado aos recursos e à estética local.

Veiga Valle desempenhou um papel crucial na preservação e renovação do patrimônio religioso de Goiás, em um momento em que as igrejas e as irmandades se tornavam centros de resistência cultural frente ao declínio econômico. Sua obra não apenas embelezou os espaços litúrgicos, mas também reafirmou a importância da fé como elemento integrador da comunidade. Trabalhando com madeira e outros materiais disponíveis, ele criou peças que refletem a espiritualidade e a criatividade de um período de transição
Transformações Sociais e a Persistência da Tradição
Apesar das dificuldades econômicas, as irmandades religiosas, como a Irmandade do Senhor Bom Jesus dos Passos, continuaram a desempenhar um papel central na vida social e cultural da província. Essas organizações foram responsáveis por manter vivas as tradições litúrgicas e os eventos religiosos, como as procissões e as celebrações da Semana Santa, que fortaleciam os laços comunitários e serviam como espaços de resistência simbólica diante das mudanças econômicas e políticas.
O declínio da mineração também trouxe novas configurações sociais. A transição para a agricultura como base econômica consolidou uma estrutura mais estável, ainda que menos dinâmica, para a província. Entretanto, a cidade de Goiás manteve seu status como centro administrativo e cultural, abrigando figuras como Veiga Valle, cuja arte tornou-se símbolo da adaptação criativa de uma sociedade que enfrentava a crise com resiliência.
O Legado de Veiga Valle e a Identidade Cultural de Goiás
As contribuições de Veiga Valle vão além da estética religiosa; elas ajudaram a consolidar a identidade cultural de Goiás, conectando a província a uma tradição artística que sobreviveu ao declínio econômico. Suas obras, muitas das quais ainda podem ser admiradas em igrejas e museus, como o Museu de Arte Sacra da Boa Morte, continuam a inspirar a preservação do patrimônio cultural goiano. Em um período de transição e incerteza, sua arte e sua atuação política serviram como um elo entre o passado de riqueza e o futuro de adaptação e permanência.
Dessa forma, o século XIX em Goiás não foi apenas um período de estagnação econômica, mas também de reconfiguração social e cultural. Figuras como Veiga Valle demonstraram como a arte e a religião podiam se tornar instrumentos de continuidade e renovação em meio às adversidades, garantindo que a província mantivesse viva sua rica herança cultural e espiritual.

### Século XX: Resistência e Renovação Cultural
O século XX foi um período de profundas mudanças para a cidade de Goiás e para a Irmandade do Senhor Bom Jesus dos Passos. Marcado pela transferência da capital estadual para Goiânia em 1937, o contexto trouxe desafios econômicos, sociais e culturais para a antiga capital. Apesar da perda de seu status político, Goiás encontrou na preservação de sua história e de suas tradições religiosas uma forma de resistir ao esquecimento e reafirmar sua identidade cultural. Nesse cenário, a Irmandade do Senhor Bom Jesus dos Passos desempenhou um papel central, não apenas na manutenção das celebrações religiosas, mas também na consolidação da cidade como um patrimônio cultural vivo


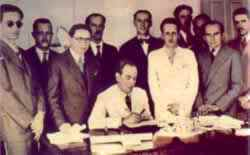
Pedro Ludovico assinando o decreto que determinou a nova capital de Goiás.

A Transição de Capital e o Impacto Cultural
Com a transferência da capital para Goiânia, Goiás passou por um período de declínio político e econômico. Muitos dos órgãos administrativos foram deslocados para a nova capital, levando consigo parte da população e da dinâmica econômica da cidade. No entanto, ao mesmo tempo em que Goiás perdia sua relevância administrativa, a cidade começou a se destacar como guardiã de um rico patrimônio histórico e cultural. Igrejas, casarões e tradições religiosas passaram a ser vistos como símbolos de uma identidade que merecia ser preservada
Nesse contexto, a Irmandade do Senhor Bom Jesus dos Passos tornou-se um pilar da continuidade cultural. Suas celebrações, especialmente durante a Semana Santa, continuaram a atrair a atenção da comunidade local e de visitantes, reafirmando o papel da cidade como um centro de espiritualidade e cultura. A Procissão do Fogaréu, um dos momentos mais emblemáticos das celebrações religiosas em Goiás, ganhou ainda mais destaque, transformando-se em um símbolo da resiliência cultural da cidade e de sua população
Tombamento e Reconhecimento Patrimonial
A partir de meados do século XX, iniciativas de preservação do patrimônio histórico e artístico ganharam força. Em 1950, a cidade de Goiás teve seu conjunto arquitetônico e algumas de suas igrejas, incluindo a Igreja de São Francisco de Paula, tombados pelo Instituto do Patrimônio Histórico e Artístico Nacional (IPHAN). Esse reconhecimento foi um marco para a cidade e para a Irmandade dos Passos, que assumiu a responsabilidade de preservar e zelar pelos elementos materiais e imateriais associados às tradições religiosas

Com a valorização do patrimônio, as celebrações da Semana Santa começaram a atrair mais turistas, ampliando o alcance da irmandade. A Procissão do Fogaréu, já profundamente enraizada na tradição local, tornou-se um espetáculo de fé e cultura que projetava a cidade de Goiás em um cenário nacional e internacional. O papel da irmandade foi fundamental na organização e manutenção desse evento, garantindo sua autenticidade e conexão com a história local

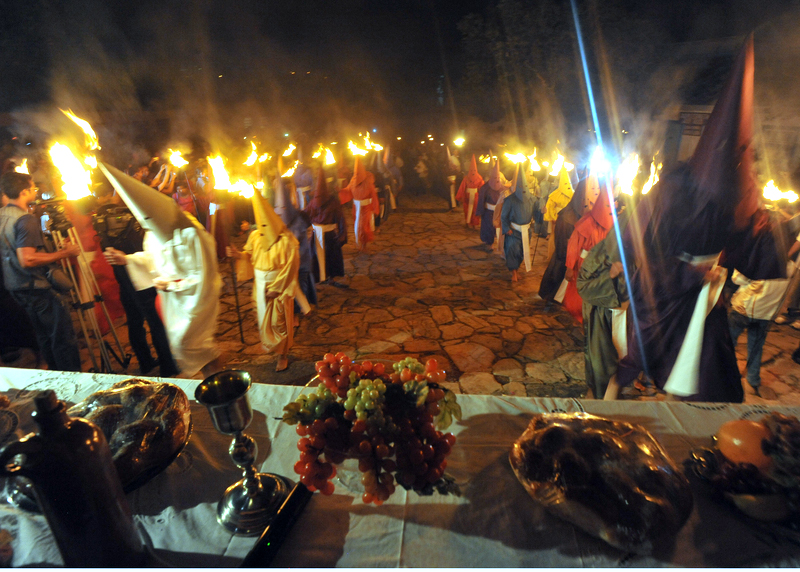
Procissão do Fogaréu símbolo de Goiás.

O Papel da Irmandade na Preservação e Educação Cultural
Durante o século XX, a Irmandade do Senhor Bom Jesus dos Passos não apenas manteve vivas as tradições religiosas, mas também desempenhou um papel importante na educação patrimonial da comunidade. Ao promover celebrações que conectam o passado ao presente, a irmandade ajudou a criar uma consciência coletiva sobre a importância de preservar as práticas culturais e os espaços históricos. Sua atuação incluiu a restauração de imagens sacras, como a do Senhor dos Passos, e a conservação de paramentos litúrgicos e outros elementos utilizados nas procissões
Além disso, a irmandade teve um papel central na promoção de Goiás como um destino turístico cultural. Por meio de suas celebrações, a cidade se destacou como um espaço onde fé, arte e história se entrelaçam, atraindo visitantes interessados em vivenciar a autenticidade de suas tradições. Essa dinâmica também contribuiu para fortalecer a economia local, criando novas oportunidades para a comunidade.
Goiás e a Irmandade no Fim do Século XX
O século XX encerrou-se com um reconhecimento ainda maior da importância histórica e cultural da cidade de Goiás e de suas tradições religiosas. Em 2001, o conjunto arquitetônico e urbano da cidade foi declarado Patrimônio Mundial pela UNESCO, reforçando a relevância de Goiás como um centro de memória e identidade cultural. A Irmandade do Senhor Bom Jesus dos Passos, como guardiã de um dos patrimônios imateriais mais valiosos da cidade, teve sua relevância reafirmada nesse processo
As celebrações organizadas pela irmandade, como a Procissão do Fogaréu e a Semana de Passos, continuaram a desempenhar um papel central na vida da cidade, conectando gerações e preservando um legado que transcende o tempo. Ao longo do século XX, a Irmandade dos Passos demonstrou como a fé e a cultura podem ser instrumentos poderosos para enfrentar desafios e construir um futuro que honra o passado.

### Século XXI: Preservação e Reconhecimento Global
O século XXI marcou um novo capítulo na história da cidade de Goiás e da Irmandade do Senhor Bom Jesus dos Passos, com a reafirmação de sua importância cultural e espiritual em um contexto globalizado. O reconhecimento do conjunto arquitetônico e urbano da cidade como Patrimônio Mundial pela UNESCO em 2001 trouxe destaque internacional e impulsionou iniciativas de preservação e valorização do patrimônio material e imaterial. Nesse cenário, a Irmandade dos Passos continuou desempenhando um papel central, conectando o passado ao presente por meio de suas celebrações e práticas culturais

Patrimônio Mundial e Novos Desafios
O título de Patrimônio Mundial conferido pela UNESCO colocou a cidade de Goiás no centro das atenções como um exemplo de preservação histórica e cultural. Essa conquista não apenas destacou o valor arquitetônico do Centro Histórico, mas também reforçou a relevância das práticas religiosas associadas às irmandades. Para a Irmandade do Senhor Bom Jesus dos Passos, isso significou maior visibilidade e responsabilidade na condução de celebrações tradicionais como a Procissão do Fogaréu, a Semana de Passos e as festividades quaresmais. Esses eventos, já profundamente enraizados na cultura local, passaram a atrair um público cada vez mais diversificado, incluindo turistas nacionais e internacionais.
Ao mesmo tempo, a integração da cidade ao circuito internacional de patrimônio trouxe desafios relacionados à sustentabilidade cultural. A Irmandade dos Passos, como uma das instituições mais antigas e influentes da cidade, enfrentou a necessidade de equilibrar a preservação das tradições religiosas com as demandas de um turismo cultural crescente. Esse equilíbrio foi fundamental para garantir que a autenticidade das celebrações fosse mantida, mesmo diante de um público ampliado e de novos interesses comerciais.
Modernização e Continuidade
No século XXI, a Irmandade do Senhor Bom Jesus dos Passos buscou modernizar seus processos de organização e comunicação, ao mesmo tempo em que preservava suas práticas tradicionais. A digitalização de documentos históricos e a divulgação de eventos por meio de plataformas digitais tornaram-se estratégias importantes para ampliar o alcance das celebrações. Além disso, as restaurações de imagens sacras, como a do Senhor dos Passos, e a manutenção de paramentos litúrgicos continuaram a ser prioridades, reafirmando o compromisso da irmandade com a preservação do patrimônio material e imaterial
Outro marco foi a implementação de projetos de educação patrimonial, que envolveram escolas locais e a comunidade em ações para valorizar as tradições religiosas e culturais da cidade. Por meio de oficinas, palestras e visitas guiadas, a Irmandade dos Passos reforçou sua posição como uma guardiã do patrimônio cultural, fomentando um senso de pertencimento e responsabilidade entre as novas gerações.
Pandemia de COVID-19 e Adaptação
A pandemia de COVID-19, que começou em 2020, representou um desafio significativo para a Irmandade dos Passos e suas celebrações. Eventos tradicionais como a Procissão do Fogaréu e a Semana de Passos tiveram que ser adaptados para respeitar as restrições sanitárias. Celebrações virtuais e transmissões ao vivo foram implementadas, garantindo que a conexão espiritual e cultural com a comunidade fosse mantida, mesmo em tempos de distanciamento social. Essa adaptação destacou a resiliência da irmandade e sua capacidade de inovar sem comprometer a essência de suas tradições.

Perspectivas para o Futuro
Até o presente, a Irmandade do Senhor Bom Jesus dos Passos continua sendo uma peça central na preservação e promoção do patrimônio cultural da cidade de Goiás. As celebrações organizadas pela irmandade permanecem como momentos de conexão comunitária e atraem visitantes de todo o mundo, consolidando a cidade como um destino turístico cultural. Além disso, a irmandade tem investido em parcerias com órgãos públicos e privados para garantir a sustentabilidade de suas ações e a manutenção do legado que representa

O século XXI trouxe desafios, mas também oportunidades para a cidade de Goiás e sua irmandade mais emblemática. A fusão entre tradição e modernidade tem permitido que as celebrações e práticas religiosas se mantenham relevantes, enquanto o compromisso com a autenticidade e a preservação continua a ser o alicerce das ações da Irmandade dos Passos. Dessa forma, Goiás segue afirmando sua identidade cultural e espiritual, não apenas para seus habitantes, mas para o mundo.